# Tetragonski kristalni sustav
Tetragonski kristalni sustav je jedan od 7 kristalnih sustava u kristalografiji. Tetragonski kristalni sustav karakterizira tetragonska kristalna rešetka koja je rezultat savijanja kubične kristalne rešetke duž jednog od pravaca te rešetke, tako da kocka postane pravilnom prizmom. Postoje dvije vrste tetragonskih Bravaisovih rešetki: jednostavna tetragonska i centrirana tetragonska rešetka.
| Jednostavna | Centrirana |
| ----------- | ---------- |
|             |            |

## Primjeri
Sljedeći minerali su poznatiji minerali s tetragonskim kristalnim sustavom: 
- cirkon
- halkopirit
- kristobalit
- piroluzit
- rutil

## Vanjske poveznice
- http://webmineral.com/crystal/Tetragonal.shtml